# Algeriet i olympiska sommarspelen 2004
Algeriet i olympiska sommarspelen 2004 bestod av 10 idrottare som blivit uttagna av Algeriets olympiska kommitté.

## Bordtennis
| Idrottare                             | Gren       | Omgång 1                     | Omgång 2                | Omgång 3             | Omgång 4             | Kvartsfinaler        | Semifinaler          | Final                |                  |
| Idrottare                             | Gren       | Motståndare Resultat         | Motståndare Resultat    | Motståndare Resultat | Motståndare Resultat | Motståndare Resultat | Motståndare Resultat | Motståndare Resultat |                  |
| ------------------------------------- | ---------- | ---------------------------- | ----------------------- | -------------------- | -------------------- | -------------------- | -------------------- | -------------------- | ---------------- |
| Mohamed Boudjadja                     | Herrsingel | Kamal (IND) L 1-4            | Gick inte vidare        | Gick inte vidare     | Gick inte vidare     | Gick inte vidare     | Gick inte vidare     | Gick inte vidare     | Gick inte vidare |
| Mohamed Boudjadja Abdel Hakim Djaziri | Herrdubbel | i.u.                         | Arai/Yuzawa (JPN) L 0-4 | Gick inte vidare     | Gick inte vidare     | Gick inte vidare     | Gick inte vidare     | Gick inte vidare     | Gick inte vidare |
| Leila Boucetta                        | Damsingel  | Huang (TPE) L 0-4            | Gick inte vidare        | Gick inte vidare     | Gick inte vidare     | Gick inte vidare     | Gick inte vidare     | Gick inte vidare     | Gick inte vidare |
| Asma Menaifi Souad Nechab             | Damdubbel  | Ben Kahia/Guenni (TUN) L 2-4 | Gick inte vidare        | Gick inte vidare     | Gick inte vidare     | Gick inte vidare     | Gick inte vidare     | Gick inte vidare     | Gick inte vidare |

## Boxning
| Idrottare            | Gren            | Sextondelsfinaler         | Åttondelsfinaler       | Kvartsfinaler        | Semifinaler          | Final                | Final            |                  |
| Idrottare            | Gren            | Motståndare Resultat      | Motståndare Resultat   | Motståndare Resultat | Motståndare Resultat | Motståndare Resultat | Placering        |                  |
| -------------------- | --------------- | ------------------------- | ---------------------- | -------------------- | -------------------- | -------------------- | ---------------- | ---------------- |
| Mebarek Soltani      | Flugvikt        | Balaksjin (RUS) L 15–26   | Gick inte vidare       | Gick inte vidare     | Gick inte vidare     | Gick inte vidare     | Gick inte vidare |                  |
| Malik Bouziane       | Bantamvikt      | Hallab (FRA) W 19–16      | Kovaljov (RUS) L 20–23 | Gick inte vidare     | Gick inte vidare     | Gick inte vidare     | Gick inte vidare | Gick inte vidare |
| Hadj Belkheir        | Fjädervikt      | Tisjtjenko (RUS) L 17–37  | Gick inte vidare       | Gick inte vidare     | Gick inte vidare     | Gick inte vidare     | Gick inte vidare | Gick inte vidare |
| Fillali Nasserredine | Lätt weltervikt | Georgiev (BUL) L RSC      | Gick inte vidare       | Gick inte vidare     | Gick inte vidare     | Gick inte vidare     | Gick inte vidare | Gick inte vidare |
| Meskine Benamar      | Weltervikt      | Martirosyan (USA) L 20–45 | Gick inte vidare       | Gick inte vidare     | Gick inte vidare     | Gick inte vidare     | Gick inte vidare | Gick inte vidare |
| Kassel Nabil         | Mellanvikt      | Abreu (BRA) W 41–36       | Dirrell (USA) L RSC    | Gick inte vidare     | Gick inte vidare     | Gick inte vidare     | Gick inte vidare | Gick inte vidare |
| Abdelhani Kensi      | Lätt tungvikt   | Song (KOR) W 25–19        | Haydarov (UZB) L 19–31 | Gick inte vidare     | Gick inte vidare     | Gick inte vidare     | Gick inte vidare | Gick inte vidare |

## Brottning
Herrarnas grekisk-romerska stil
| Samir Benchenaf | 55 kg | Pool 2 Rivas (CUB) L 0-11 Rangraz (IRI) L 0-10 | 3 | Gick inte vidare | Gick inte vidare | Gick inte vidare | Gick inte vidare | Gick inte vidare | Gick inte vidare |

## Friidrott
Herrar
Bana, maraton och gång
| Idrottare          | Gren               | Heat     | Heat      | Kvartsfinal | Kvartsfinal | Semifinal       | Semifinal       | Final           | Final           |
| Idrottare          | Gren               | Resultat | Placering | Resultat    | Placering   | Resultat        | Placering       | Resultat        | Placering       |
| ------------------ | ------------------ | -------- | --------- | ----------- | ----------- | --------------- | --------------- | --------------- | --------------- |
| Malik Louahla      | 200 meter          | 20,67    | 2 Q       | 20,93       | 7           | Did not advance | Did not advance | Did not advance | Did not advance |
| Adem Hecini        | 400 meter          | 46,50    | 5         | i.u.        | i.u.        | Did not advance | Did not advance | Did not advance | Did not advance |
| Nabil Madi         | 800 meter          | 1:47,5   | 5         | i.u.        | i.u.        | Did not advance | Did not advance | Did not advance | Did not advance |
| Djabir Saïd-Guerni | 800 meter          | 1:45,9   | 3 q       | i.u.        | i.u.        | 1:45,8          | 1 Q             | 1:45,61         | 7               |
| Tarek Boukensa     | 1 500 meter        | 3:37,94  | 5 Q       | i.u.        | i.u.        | DNF             | x               | Did not advance | Did not advance |
| Kamal Boulahfane   | 1 500 meter        | 3:38,59  | 4 Q       | i.u.        | i.u.        | 3:41,27         | 5 Q             | 3:39,02         | 11              |
| Mohamed Khaldi     | 1 500 meter        | 3:42,47  | 12        | i.u.        | i.u.        | Did not advance | Did not advance | Did not advance | Did not advance |
| Khoudir Aggoune    | 5 000 meter        | 13:29,37 | 10        | i.u.        | i.u.        | i.u.            | i.u.            | Did not advance | Did not advance |
| Samir Moussaoui    | 5 000 meter        | 12:24,98 | 8 q       | i.u.        | i.u.        | i.u.            | i.u.            | 14:02,01        | 14              |
| Ali Saïdi-Sief     | 5 000 meter        | 13:18,94 | 1 Q       | i.u.        | i.u.        | i.u.            | i.u.            | 13:32,57        | 10              |
| Abdelhakim Maazouz | 3 000 meter hinder | 8:36,12  | 11        | i.u.        | i.u.        | i.u.            | i.u.            | Did not advance | Did not advance |
| Saïd Belhout       | Maraton            | i.u.     | i.u.      | i.u.        | i.u.        | i.u.            | i.u.            | 2:22:32         | 49              |
| Mustapha Bennacer  | Maraton            | i.u.     | i.u.      | i.u.        | i.u.        | i.u.            | i.u.            | DNF             | x               |
| Rachid Ziar        | Maraton            | i.u.     | i.u.      | i.u.        | i.u.        | i.u.            | i.u.            | DNF             | x               |
| Moussa Aouanouk    | 20 kilometer gång  | i.u.     | i.u.      | i.u.        | i.u.        | i.u.            | i.u.            | 1:28:38         | 31              |

Fältgrenar och tiokamp
| Idrottare           | Gren     | Kval     | Kval      | Final            | Final            |
| Idrottare           | Gren     | Resultat | Placering | Resultat         | Placering        |
| ------------------- | -------- | -------- | --------- | ---------------- | ---------------- |
| Abderrahmane Hammad | Höjdhopp | 2,25     | =15       | Gick inte vidare | Gick inte vidare |

Damer
Bana, maraton och gång
| Idrottare           | Gren         | Heat     | Heat      | Kvartsfinal | Kvartsfinal | Semifinal        | Semifinal        | Final            | Final            |
| Idrottare           | Gren         | Resultat | Placering | Resultat    | Placering   | Resultat         | Placering        | Resultat         | Placering        |
| ------------------- | ------------ | -------- | --------- | ----------- | ----------- | ---------------- | ---------------- | ---------------- | ---------------- |
| Nouria Merah Benida | 1 500 meter  | DNS      | x         | i.u.        | i.u.        | Gick inte vidare | Gick inte vidare | Gick inte vidare | Gick inte vidare |
| Nahida Touhami      | 1 500 meter  | 4:06,41  | 8 q       | i.u.        | i.u.        | 4:07,21          | 8                | Gick inte vidare | Gick inte vidare |
| Souad Ait Salem     | 5 000 meter  | 16:02,10 | 16        | i.u.        | i.u.        | i.u.             | i.u.             | Gick inte vidare | Gick inte vidare |
| Souad Ait Salem     | 10 000 meter | DNF      | x         | i.u.        | i.u.        | i.u.             | i.u.             | Gick inte vidare | Gick inte vidare |
| Nasria Azaidj       | Maraton      | i.u.     | i.u.      | i.u.        | i.u.        | i.u.             | i.u.             | DNF              | x                |

Fältgrenar och sjukamp
| Idrottare    | Gren    | Kval     | Kval      | Final    | Final     |
| Idrottare    | Gren    | Resultat | Placering | Resultat | Placering |
| ------------ | ------- | -------- | --------- | -------- | --------- |
| Baya Rahouli | Tresteg | 14,89    | 2 Q       | 14,86    | 6         |

## Fäktning
Herrar
| Abderrahmane Daidj                                         | Värja      | Karuchenko (UKR) L 6–15 | Gick inte vidare    | Gick inte vidare | Gick inte vidare | Gick inte vidare | Gick inte vidare | Gick inte vidare |
| Sofiane el Azizi                                           | Florett    | Dupree (USA) W 16–15    | Guyart (FRA) L 3–15 | Gick inte vidare | Gick inte vidare | Gick inte vidare | Gick inte vidare | Gick inte vidare |
| Nassim Islam Bernaoui                                      | Sabel      | Huang (CHN) L 6–15      | Gick inte vidare    | Gick inte vidare | Gick inte vidare | Gick inte vidare | Gick inte vidare | Gick inte vidare |
| Raouf Salim Bernaoui                                       | Sabel      | Manetas (GRE) L 10–15   | Gick inte vidare    | Gick inte vidare | Gick inte vidare | Gick inte vidare | Gick inte vidare | Gick inte vidare |
| Reda Benchehima                                            | Sabel      | Chen (CHN) L 3–15       | Gick inte vidare    | Gick inte vidare | Gick inte vidare | Gick inte vidare | Gick inte vidare | Gick inte vidare |
| Raouf Salim Bernaoui Nassim Islam Bernaoui Reda Benchehima | Sabel, lag | i.u.                    | i.u.                | Grekland L 25–45 | Gick inte vidare | Gick inte vidare | Gick inte vidare | Gick inte vidare |

Damer
| Zahra Gamir                  | Värja   | Branza (ROU) L 14–15 | Gick inte vidare   | Gick inte vidare | Gick inte vidare | Gick inte vidare | Gick inte vidare | Gick inte vidare |                  |
| Wassila Redouane Saïd-Guerni | Florett | i.u.                 | Meng (CHN) L 12–15 | Gick inte vidare | Gick inte vidare | Gick inte vidare | Gick inte vidare | Gick inte vidare | Gick inte vidare |

## Judo
Herrar
| Idrottare           | Gren                     | Sextondelsfinal             | Åttondelsfinal              | Kvartsfinal             | Semifinal            | Återkval                                      | Final                | Final            |
| Idrottare           | Gren                     | Motståndare Resultat        | Motståndare Resultat        | Motståndare Resultat    | Motståndare Resultat | Motståndare Resultat                          | Motståndare Resultat | Placering        |
| ------------------- | ------------------------ | --------------------------- | --------------------------- | ----------------------- | -------------------- | --------------------------------------------- | -------------------- | ---------------- |
| Omar Rebahi         | Extra lättvikt (-60 kg)  | Donbay (KAZ) L 0000–0001    | Gick inte vidare            | Gick inte vidare        | Gick inte vidare     | Gick inte vidare                              | Gick inte vidare     | Gick inte vidare |
| Amar Meridja        | Halv lättvikt (-66 kg)   | Mohamed (EGY) W 1000–0001   | Vaks (ISR) W 0010–0000      | Krnáč (SLO) L 0000–1001 | Gick inte vidare     | Omgång 1 BYE Omgång 2 Penas (ESP) L 0001–0020 | Gick inte vidare     | Gick inte vidare |
| Nouredinne Yagoubi  | Lättvikt (-73 kg)        | Latu (TGA) W 1111–0000      | Bilodid (UKR) L 0000–1000   | Gick inte vidare        | Gick inte vidare     | Gick inte vidare                              | Gick inte vidare     | Gick inte vidare |
| Amar Benikhlef      | Halv mellanvikt (-81 kg) | Aboumedan (EGY) W 1020–0000 | Wanner (GER) L 0000–1002    | Gick inte vidare        | Gick inte vidare     | Gick inte vidare                              | Gick inte vidare     | Gick inte vidare |
| Khaled Meddah       | Mellanvikt (-90 kg)      | Honorato (BRA) L 0000–1000  | Gick inte vidare            | Gick inte vidare        | Gick inte vidare     | Gick inte vidare                              | Gick inte vidare     | Gick inte vidare |
| Sami Belgroun       | Halv tungvikt (-100 kg)  | Ayala (PUR) W 1010–0000     | Jikurauli (GEO) L 0001–1010 | Gick inte vidare        | Gick inte vidare     | Gick inte vidare                              | Gick inte vidare     | Gick inte vidare |
| Mohamed Bouaichaoui | Tungvikt (+100 kg)       | Pertelson (EST) L 0010–1010 | Gick inte vidare            | Gick inte vidare        | Gick inte vidare     | Gick inte vidare                              | Gick inte vidare     | Gick inte vidare |

Damer
| Idrottare         | Gren                    | Sextondelsfinal          | Åttondelsfinal             | Kvartsfinal            | Semifinal            | Återkval                                                 | Final                | Final            |
| Idrottare         | Gren                    | Motståndare Resultat     | Motståndare Resultat       | Motståndare Resultat   | Motståndare Resultat | Motståndare Resultat                                     | Motståndare Resultat | Placering        |
| ----------------- | ----------------------- | ------------------------ | -------------------------- | ---------------------- | -------------------- | -------------------------------------------------------- | -------------------- | ---------------- |
| Soraya Haddad     | Extra lättvikt (-48 kg) | Ali (CAF) W 1110–0000    | Zambrano (CUB) W 1000–0000 | Tani (JPN) L 0001–1101 | Gick inte vidare     | Omgång 1 BYE Omgång 2 Karagiannopoulou (GRE) L 0100-0101 | Gick inte vidare     | Gick inte vidare |
| Salima Souakri    | Halv lättvikt (-52 kg)  | Nareks (SLO) W 0010–0001 | Xian (CHN) L 0000–0001     | Gick inte vidare       | Gick inte vidare     | Gick inte vidare                                         | Gick inte vidare     | Gick inte vidare |
| Lila Latrous      | Lättvikt (-57 kg)       | Liu (CHN) L 0011–1100    | Gick inte vidare           | Gick inte vidare       | Gick inte vidare     | Gick inte vidare                                         | Gick inte vidare     | Gick inte vidare |
| Rachida Ouer Dane | Mellanvikt (-70 kg)     | Qin (CHN) L 0010–0110    | Gick inte vidare           | Gick inte vidare       | Gick inte vidare     | Gick inte vidare                                         | Gick inte vidare     | Gick inte vidare |

## Rodd
Herrar
| Idrottare     | Gren          | Heat    | Heat      | Återkval | Återkval  | Semifinal | Semifinal | Final   | Final     | Final |
| Idrottare     | Gren          | Tid     | Placering | Tid      | Placering | Tid       | Placering | Tid     | Placering |       |
| ------------- | ------------- | ------- | --------- | -------- | --------- | --------- | --------- | ------- | --------- | ----- |
| Mohammed Aich | Singelsculler | 7:41,85 | 4 R       | 7:46,98  | 4 SD/E    | 7:22,05   | 5 FE      | 7:25,49 | 28        |       |

## Tennis
| Spelare       | Gren       | Omgång 1                 | Omgång 2          | Åttondelsfinaler  | Kvartsfinaler     | Semifinaler       | Final / BM        | Final / BM       |
| Spelare       | Gren       | Motståndare Poäng        | Motståndare Poäng | Motståndare Poäng | Motståndare Poäng | Motståndare Poäng | Motståndare Poäng | Placering        |
| ------------- | ---------- | ------------------------ | ----------------- | ----------------- | ----------------- | ----------------- | ----------------- | ---------------- |
| Lamine Ouahab | Herrsingel | Robredo (ESP) L 3–6, 4–6 | Gick inte vidare  | Gick inte vidare  | Gick inte vidare  | Gick inte vidare  | Gick inte vidare  | Gick inte vidare |